# 晟舍村
晟舍村屬浙江省湖州市吳興區織里鎮管轄。距湖州市區15公里，緊傍318國道與長湖申黃金水道古荻塘運河。現轄12個自然村和一個社區居委會，22個村民小組。全村731戶，總人口2077人。2005年全村人均收入10100元，至今村級擁有集體資產2000餘萬元，2000跨入湖州市小康示範村行列、2001年獲區級文明村等榮譽。

## 沿革
原屬晟舍鄉轄地。1993年10月，撤晟舍鄉，並入織里鎮。2001年由晟舍、白鶴兜、水產三個行政村合並。

## 歷史
晟舍村作為織裡鎮的南大門，歷史淵源深厚。相傳唐代名將李晟曾舍於此，故而名為“晟舍”。據史記記載：明清兩朝，考取進士者有三十一人，出任尚書的有五人。淩濛初的一部《二拍》，曾經開啟了中國古代白話小說的先河。淩、閔兩望族雕版套色印書，為中國印刷史添上了光輝的一筆。
晟舍曾因名宦私家園林棋布，讀書之風蔚興而名聞於世。至清末因天災戰禍而趨荒落，抗戰期間被日軍焚為一片焦土。